# A Gonzaga Bulldogs amerikaifutball-csapata
A Gonzaga Bulldogs amerikaifutball-csapata 1882 és 1941 között képviselte a Gonzaga Egyetemet. Utolsó vezetőedzőjük Puggy Hunton volt.
Más egyetemekhez hasonlóan a második világháború alatt a mérkőzések szüneteltek, azonban pénzügyi problémák miatt a csapat később sem lépett pályára. A csapat otthona az 1922-ben megnyílt Gonzaga Stadion volt, amelyben később középiskolai mérkőzések zajlottak, azonban a város vezetése szerkezeti problémák miatt 1947-ben bezáratta. Helyén ma a Foley Központi Könyvtár található.

## Vezetőedzők
| Edző                       | Aktív évek | Eredmény  |
| -------------------------- | ---------- | --------- |
| Henry Luhn                 | 1892–98    | 7–0–2     |
| Ismeretlen                 | 1907       | 0–0–1     |
| George Varnell             | 1908–11    | 10–4–1    |
| Fred Burns                 | 1912       | 2–1–0     |
| Robert E. Harmon           | 1913–14    | 11–4      |
| William Coyle              | 1915       | 3–3       |
| John F. McGough            | 1916       | 3–2       |
| Guy Condon                 | 1917       | 3–0       |
| C. A. Mullen               | 1918       | 0–2–1     |
| William S. Higgins         | 1919       | 2–0       |
| Gus Dorais                 | 1920–24    | 20–13–3   |
| Maurice J. „Clipper” Smith | 1925–28    | 23–9–5    |
| Robert L. Mathews          | 1929       | 4–3       |
| Ray Flaherty               | 1930       | 1–7–1     |
| Mike Pecarovich            | 1931–38    | 31–35–5   |
| Puggy Hunton               | 1939–41    | 14–13–1   |
| Összesen:                  | –          | 134–99–20 |

## Nevezetes személyek
- Ray Flaherty, vezetőedző[21][29]
- Tony Canadeo, a Green Bay Packers játékosa, a Pro Football Hall of Fame tagja[30]

## Fordítás
- Ez a szócikk részben vagy egészben  a   Gonzaga Bulldogs football című angol Wikipédia-szócikk ezen változatának fordításán alapul.  Az eredeti cikk szerkesztőit annak laptörténete sorolja fel. Ez a jelzés csupán a megfogalmazás eredetét és a szerzői jogokat jelzi, nem szolgál a cikkben szereplő információk forrásmegjelöléseként.